# 于鳳琴
于鳳琴，中國記者、野生動物保護人士、攝影家。現任北京绿野方舟团队理事长、中国野生动物保护协会科学考察委员会副秘书长。

## 生平
早年曾擔任職業記者，後轉而投入對野生動物的保護工作。共於《美国国家地理》、《大自然》、新华社等媒體上發表了數百篇有關保护野生动物的文章。2010年，发起成立绿野方舟组织，匯集了兩千多名志願者。
從2014年開始進入雲南省記錄滇金丝猴。2017年2月21日，她拍摄到滇金丝猴野外生產的全程，為全球首例的拍摄。同年出版纪实科普图书《响古箐滇金丝猴纪事》。

## 榮譽
- 2009年“绿色中国年度人物”候选人[6]。
- 2010年，獲頒2009年度斯巴鲁保护野生动物奖[7]。